# Beta blokator
Beta blokatori (β-blokatori, beta-adrenergički blokirajući agensi, beta-adrenergički antagonisti, antagonisti beta-adrenoreceptora, beta antagonisti) su klasa lekova koji se koriste za različite indikacije. Oni se pogotovo važni u kontroli srčanih aritmija, kardiozaštiti nakon srčanog udara i tretmanu hipertenzije. Kao antagonisti beta adrenergičkog receptora oni umanjuju dejstvo epinefrina (adrenalina) i drugih hormona stresa. Prvi beta blokator, dihloroizoproterenol, je sintetisan 1958. Džejms V. Blejk je 1962. pronašao prve klinički značajne beta blokatore - propranolol i pronetalol. To je revolucioniralo medicinski tretman angine pektoris i mnogi to smatraju jednim od najvažnijih doprinosa kliničkoj medicini i farmakologiji u 20. veku.

## Spoljašnje veze
- beta-Adrenergic+Blockers на 